# Jan Kolář (ur. 1986)
Jan Kolář (ur. 22 listopada 1986 w Pardubicach) – czeski hokeista, reprezentant Czech, olimpijczyk.

## Kariera
- HC Pardubice U18 (2000-2003)
- HC Pardubice U20 (2002-2003, 2004-2005)
- HC Oceláři Trzyniec (2003-2004)
- HC Hradec Králové (2005)
- HC Pardubice (2005, 2006-2012)
  -  KLH Jindřichův Hradec (2005-2006)
  -  HC Rebel Havlíčkův Brod (2006-2007)
  -  HC Hradec Králové (2008)
  -  HC Chrudim (2008-2009, 2010)
- Donbas Donieck (2012-2014)
- Admirał Władywostok (2014-2015)
- Amur Chabarowsk (2015-2019)
- HC Pardubice (2019-)

Wychowanek i wieloletni zawodnik HC Pardubice. Występował ponadto w zespołach 1. ligi czeskiej. Od listopada 2012 zawodnik Donbasu Donieck w lidze KHL. W kwietniu 2014 przedłużył kontrakt z klubem. Od lipca 2014 zawodnik Admirała Władywostok. Od czerwca 2015 zawodnik Amuru Chabarowsk. W czerwcu 2019 powrócił do klubu z Pardubic.
Uczestniczył w turniejach mistrzostw świata w 2014, 2015, 2016, 2019 oraz zimowych igrzysk olimpijskich 2018.

## Sukcesy
Klubowe
- Złoty medal mistrzostw Czech: 2005, 2010, 2012 z HC Pardubice
- Srebrny medal mistrzostw Czech: 2007 z HC Pardubice
- Brązowy medal mistrzostw Czech: 2011 z HC Pardubice
- Tipsport Hockey Cup: 2007 z HC Pardubice
- Puchar Kontynentalny: 2013 z Donbasem Donieck

Indywidualne
- Ekstraliga czeska w hokeju na lodzie (2011/2012): najlepszy obrońca sezonu
- Mistrzostwa Świata w Hokeju na Lodzie 2019/Elita:
  - Trzecie miejsce w klasyfikacji +/- turnieju: +11[6]